# Luigi Galimberti
Luigi kardinál Galimberti (26. dubna 1835, Řím – 7. května 1896, Řím) byl katolický duchovní a teolog, jenž byl v letech 1887-1893 nunciem u císařského dvora ve Vídni. Roku 1893 jej papež Lev XIII. jmenoval kardinálem titulu svatých Nerea a Achillea.

## Životopis
Studoval v římském semináři, kde získal doktorský titul z filozofie, teologie a obou práv.
Po vysvěcení na kněze, 18. prosince 1858, pokračoval ve studiích. V letech 1861 až 1878 působil jako profesor teologie na Collegio Urbano de Propaganda Fide. Vedl Journal de Rome a Moniteur de Rome. Byl kanovníkem lateránské baziliky a svatopetrské baziliky, hlavním prelátem jeho Svatosti a apoštolským pronotářem. Dne 28. června 1886 byl jmenován tajemníkem kongregace pro mimořádné církevní záležitosti. Účastnil se obtížných jednání během Kulturkampf.
Dne 23. května 1887 byl jmenován titulárním arcibiskupem a papežským nunciem v Rakousku-Uhersku. Biskupské svěcení provedl vídeňský arcibiskup, benediktin Cölestin Joseph Ganglbauer 5. června téhož roku ve Vídni. Lev XIII. ho 16. ledna 1893 jmenoval kardinálem a 15. června mu připadl titulární kostel Santi Nereo ed Achilleo.
Po jeho úmrtí byla rakev vystavena v kostele San Lorenzo in Lucina a poté byl pohřben v kapli Congregatio de Propaganda Fide na hřbitově Campo Verano.